# Villarrobledo
Villarrobledo je gradić u istočnoj Španjolskoj, u autonomne zajednice Kastilja-La Mancha, provinciji Albacete. 

## Stanovništvo
Ima 25.485 stanovnika (podaci iz 2006.).